# Книгоноши в Литве

Северо-Западный край Российской империи (1867—1914) с значительной долей литовскоязычного населения и границы современной Литвы

Книгоно́ши (лит. knygnešiai; единственное число лит. knygnešys) — люди, нелегально распространявшие книги на литовском языке в период запрета литовской печати латинским шрифтом с 1864 по 1904 год. Для издания запрещенной литовской литературы выбирались типографии, находившиеся в географически близких к границе местностях. Большинство литературы издавалось и поставлялось в литовскоязычные регионы Российской империи из Восточной Пруссии (Малой Литвы).
Официальные российские лица боролись против контрабанды запрещенной литературы. Разоблаченные книгоноши карались, около полусотни них были высланы в Сибирь, сотни попадали в тюрьмы или были выселены в соседние губернии империи. Несмотря на это, согласно современным подсчетам, властям удалось конфисковать только около 8-10 % контрабандных книг.
Движение книгонош, в котором участвовали преимущественно крестьяне, стало важным элементом борьбы за сохранение национальной самобытности литовцев и составной частью литовского национально-освободительного движения второй половины XIX — начала XX века, на десятилетия сформировались ряды вовлеченных в национальное дело деятелей, образовались многочисленные связи — одна из основ национального движения. В наше время, ежегодно, 16 марта отмечается в Литве как День книгоноши.

## История

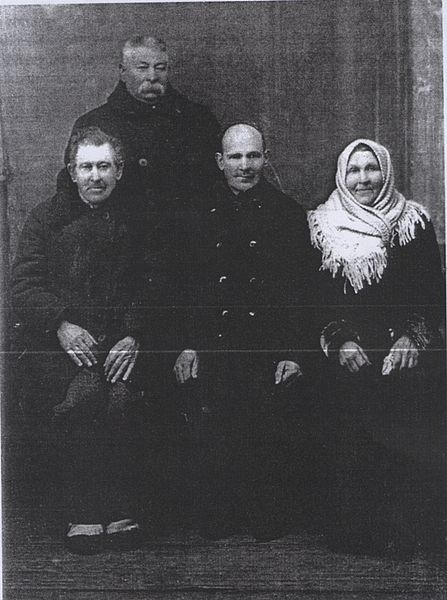
Книгоноши на фотографии конца XIX века

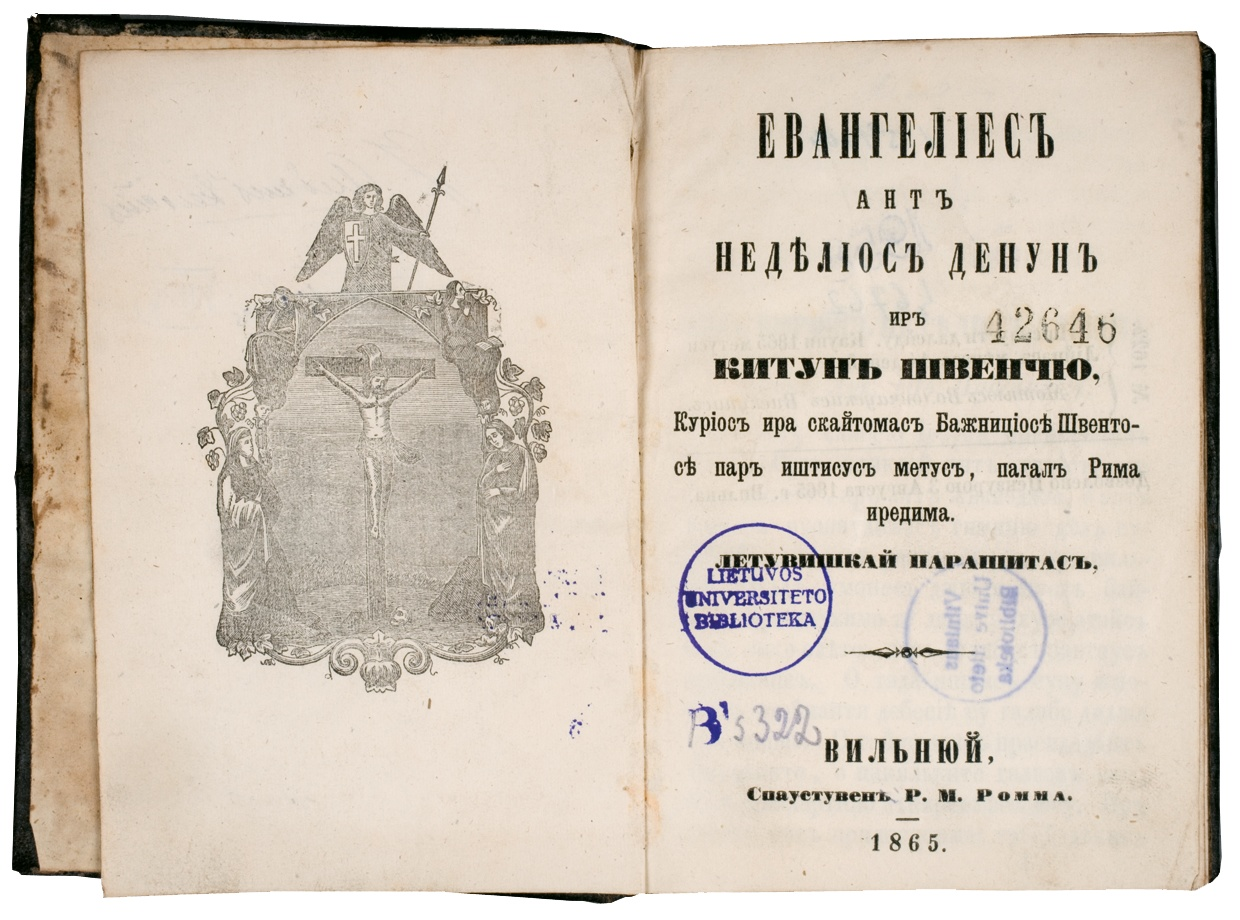
Литовский молитвенник, отпечатанный кириллицей

По итогам третьего раздела Речи Посполитой в 1795 году больша́я часть территории Литвы была присоединена к Российской империи, поделена на губернии и стала называться Литовским генерал-губернаторством. Часть населения края не раз пыталась добиться независимости от России. После Польского восстания 1830 года на территории Литвы и Белоруссии начала проводиться политика русификации.
После восстания 1863—1864 годов в Северо-Западном крае Российской империи генерал-губернатор М. Н. Муравьёв в 1864 году запретил печатать на литовском языке буквари, официальные издания, книги для чтения. Взамен вводилась «гражданка» — литовская письменность кириллическими буквами, разработанная И. П. Корниловым. Таким образом российское царское правительство стремилось предотвратить полонизацию литовцев, нейтрализовать польское культурное и политическое влияние и содействовать ассимиляции с русскими. Преемник Муравьёва, К. П. Кауфман, в 1865 году расширил запрет на все издания. 6 сентября 1865 года циркуляром министра внутренних дел П. А. Валуева были запрещены печать и ввоз в Россию каких бы то ни было изданий на литовском языке латиницей. На высшем уровне этот запрет утвердил император Александр II в 1866 году.
В 1874 году запрет был распространён также на применение к литовской печати готического шрифта.

## Контрабанда

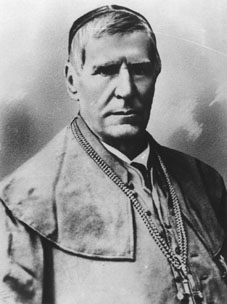
Епископ Мотеюс Валанчюс — создатель первой известной организации книгоношей

В основном книги на литовском языке печаталась в Восточной Пруссии (Малой Литве) и в Соединённых Штатах Америки. Инициатором организации массовой печати изданий на литовском языке и распространения их в Литве стал Жемайтийский епископ Мотеюс Валанчюс в 1867 году, который через Юргиса Белиниса переслал в Тильзит ксёндзу Йонасу Заберману деньги на открытие типографии и тексты первых 9 брошюр. По имеющимся данным, в 1865—1904 годах в Пруссии было отпечатано 1830 изданий, предназначенных для распространения в России. В США за 1874—1904 годах вышло 701 издание на литовском языке (некоторые из них также попадали в Литву). Как только в Малой Литве начала выходить печатная продукция, предназначенная для российской Литвы, появились и книгоноши — более-менее опытные люди, контрабандисты, доставлявшие печатные издания из-за рубежа, а также распространявшие их внутри Литвы.
Дорога нелегальных изданий к читателям была очень тяжелой. В определенной степени распространение книг было облегченно системой, созданной Валанчюсом. В конце шестидесятых годов начали появляться тайные общества и общины, целью которых была помощь в издании и распространении литовских книг. Наибольшее количество таких организаций появилось в 1890-е годы. Издатель Мартинас Янкус разместил типографию и большой склад печати в своей усадьбе в Бицанах, у подножия горы Рамбинас. Усадьбу часто называли «Меккой книгонош». Таким образом, в течение долгих лет сформировались ряды вовлеченных в национальное дело деятелей, образовались бесчисленные контакты, связи, настоящие основы национального движения.
В этих книгах он выступал против насильственно введенния православия, призывал бороться против русификации — учить детей литовской молитве, а также чтению и письму на родном языке. Организация действовала в 1868—1870 годах и была раскрыта. В тюрьму попали 17 человек, однако сам епископ избежал ареста.

## Борьба с книгоношами

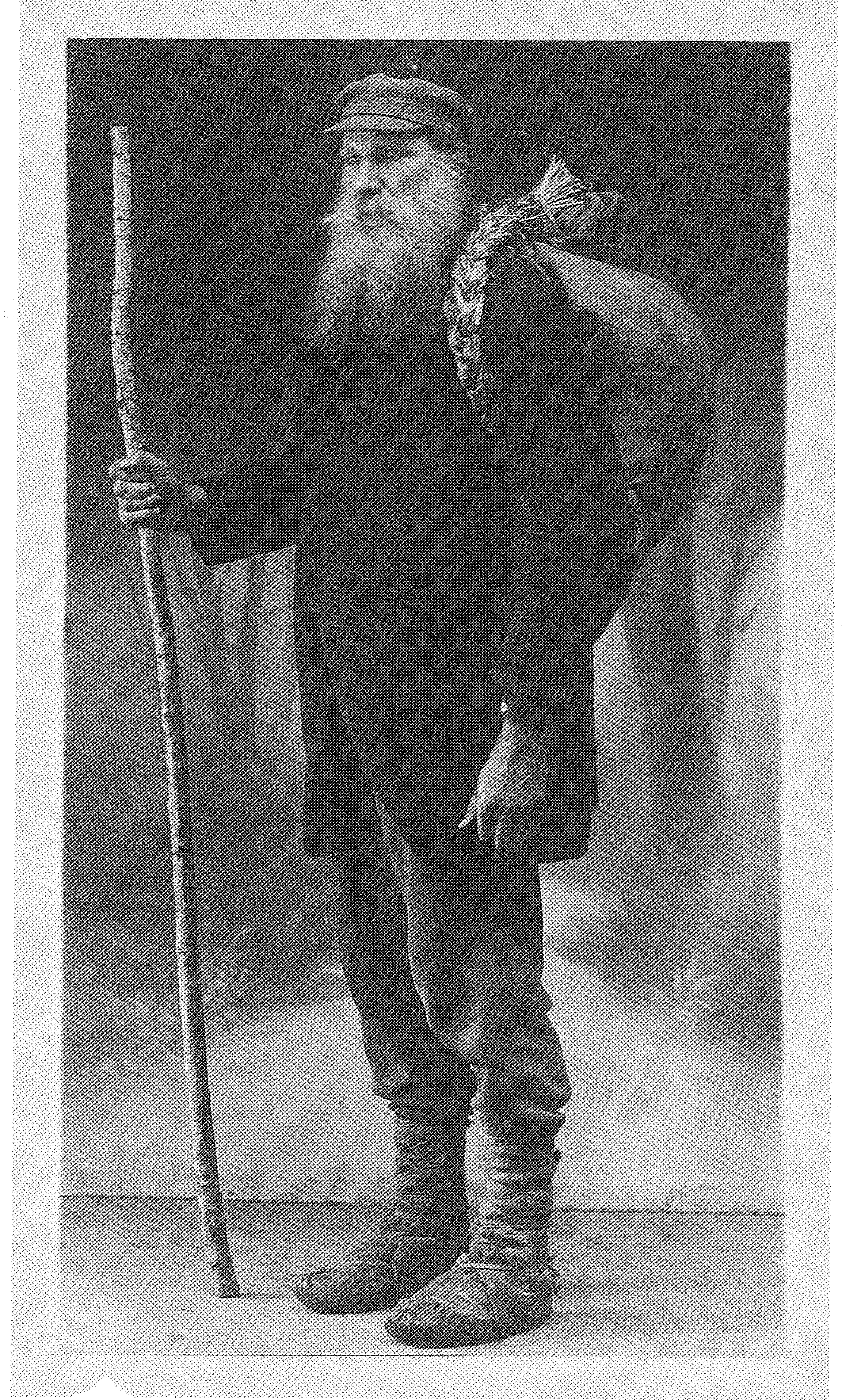
Знаменитый литовский книгоноша

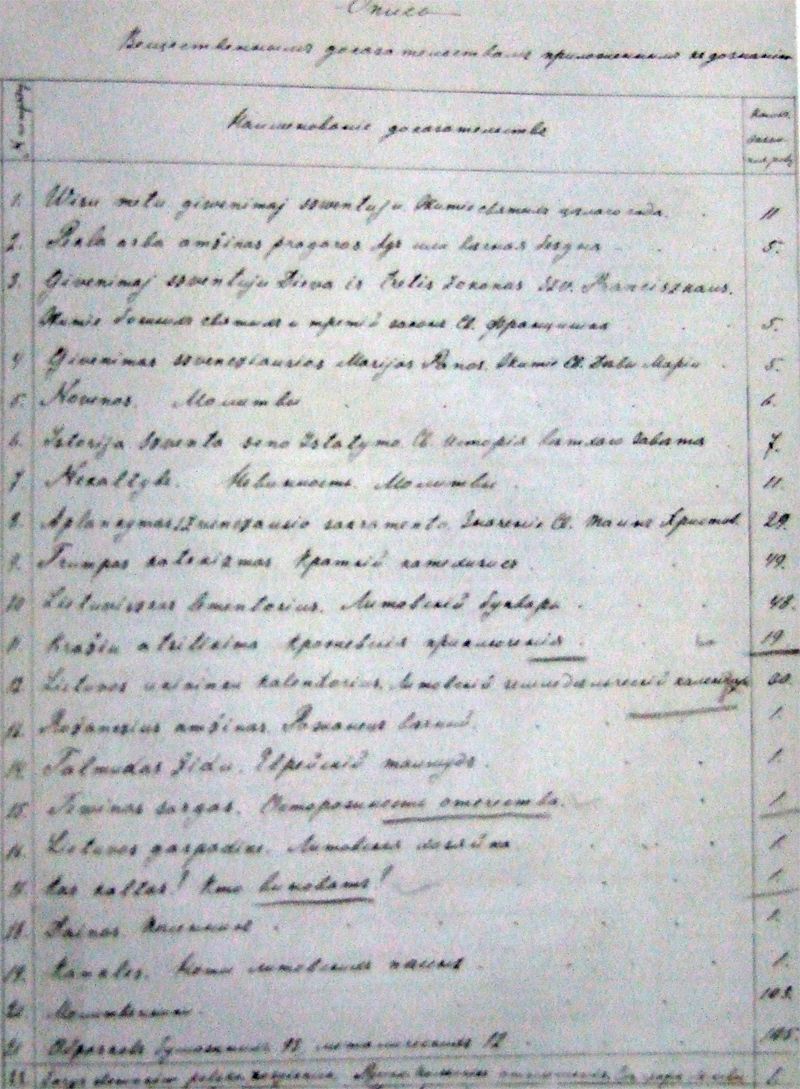
Список конфискованных в 1896 году литовских изданий

Первые дела на книгонош были заведены в 1865 году. Власти не предполагали, что запрет вызовет такое массовое сопротивление литовцев, поэтому изначально не знали, что делать с задержанными контрабандистами. С 1870 года, после отмены военного положения, людей, замеченных за распространение литовских книг с латинской печатью, по приказу генерал-губернатора, штрафовали на 25 рублей. Часть дел передавалась на рассмотрение уездных судов, с 1876 года — Мировых судей, а с 1883 года — окружных судей. Штраф увеличился до 250 рублей, или по 7,5 рублей за каждое иностранное издание. Поскольку запрет печати латиницей не был оформлен законодательно, книгонош часто привлекали к ответственности за антиправительственные издания.
Департамент полиции не доверял судам, поэтому в 1890 году были ограничены их функции, а дела, которые касались антиправительственной печати, передавались администрации. Полиция, таможня и другие учреждения о выявленных преступлениях должны были сообщить прокурору Виленской или Варшавской судебной палаты и главе жандармского управления соответствующей губернии (в Сувалкской губернии — в уездные жандармские управлении). В допросах, которые проводили жандармские офицеры, принимали участие прокурор окружной судебной палаты или его помощник. По окончании суда прокурор окружного суда представлял дело на рассмотрение прокурору Виленской или Варшавской судебной палаты. Там принималось заключение, согласованное с генерал-губернатором, и отсылалось к министру юстиции который совместно с министром иностранных дел готовили обвинительный приговор, предлагали наказание и представляли его на утверждение царю. Просмотрев предлагаемое заключение, царь утверждал или менял наказание. Его решение было окончательным.
В случаях, когда среди конфискованной у книгоношей и хранителей литовской печати не было так называемых антиправительственных изданий, а у задержанных забирали только религиозную литературу, советы по сельскому хозяйству или художественные произведения, процедура определения вины была проще, а наказания — более умеренными. Конфискованные вещественные доказательства и их список, а также протокол таможни и полиции присылали губернатору. Рассмотрев предложение губернатора, генерал-губернатор определял окончательное наказание. Экспертам, определявший категорию печатного издания как доказательства, то есть тем, кто определял, является издание антиправительственным или нет, чаще всего был Виленский отдельный цензор по зарубежной цензуре или переводчик губернского жандармского управления.

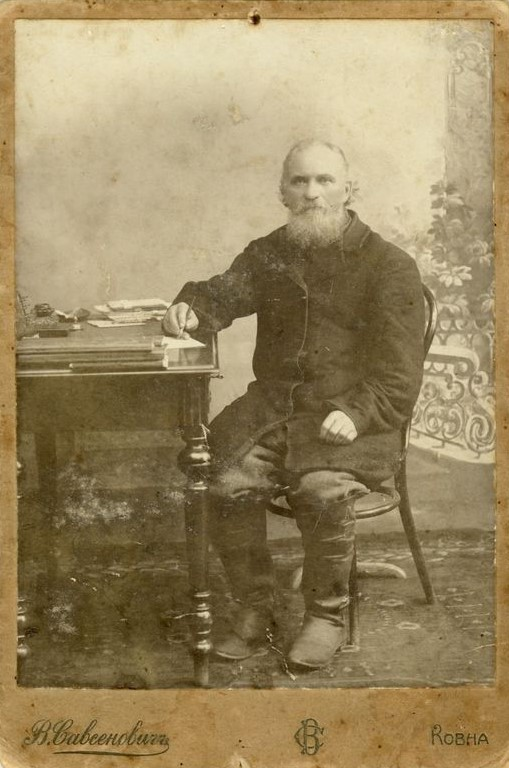
Юргис Белинис

Царская власть выплачивала пограничникам специальные премии: за каждую книгу 10 копеек, за пуд газет или других изданий — 10 рублей. Разоблачённые книгоноши наказывались, например Винцас Юшка, задержанный 30 декабря 1894 года с запрещенной литературой, был осужден на 2 года лишения свободы и на года 3 ссылки в Вологодскую губернию.
Против книгонош боролись не только российские официальные лица, но и немецкие. Так, при содействии людей, которые преследовали книгонош, и прусской полиции шестеро переносчиков были схвачены и переданы российской стороне. В 1897 году немецкий кайзер Вильгельм II и российский царь Николай II обсуждали на переговорах в Петербурге планы совместной работы на российско-германской границе.
Различные социальные группы по-разному были представлены в движении за сохранение литовской печати. Современные исследования показывают, что пострадали 1584 книгоноши, в том числе 52 были сосланы в Сибирь и северные губернии европейской России, 89 попали в тюрьму и позднее были высланы в соседние губернии, 866 были задержаны и отбыли срок в местных тюрьмах и полицейских участках, 21 получили финансовые взыскания, 478 были оправданы и 78-ми человекам царь  даровал свободу различными манифестами.
Масштаб дела показывают царские статистики. Так, Виленский генерал-губернатор Петр Святополк-Мирский в своем отчете за 1902—1903 годы писал:
На таможне литовских книг изъято: в 1891—1893 годах — 37718, в 1894—1896 годах — 40 335, в 1897—1899 годах — 39 024, в 1900—1902 годах — 56182, а в 1903 году — 23 079.

## Итоги деятельности

скульптура «Книгоноша» изображает мать, которая учит ребенка по контрабандной книге около прялки

Всего за время запрета печати латиницей было издано около 6 000 000 экземпляров различных изданий (средний тираж букваря составлял 10 000 экземпляров, календаря — 8 000, молитвенника — 7 500; популярная светская книга печаталась средним тиражом 2 500 экземпляров).
Возникла разветвлённая сеть нелегальной переправы через границу и распространения книг. Участники контрабанды книг становились профессионалами, для которых это занятие было рискованным, не слишком доходным, но всё же промыслом. Книгоноши часто прятали книги в сене и в поленницах, в гробах с двойным дном. По современным подсчётам, властям удалось конфисковать только около 8—10 % изданных за рубежом и доставлявшихся в Литву книг. С нелегальной печатью было задержано около 2 900 лиц; некоторые из них попадались несколько раз. Пойманные книгоноши жестоко наказывались. Однако и это не останавливало книгонош. Одним из них был Юргис Белинис (Юрий Белинис), которому удавалось ускользнуть из рук жандармов 5 раз.
Запрет на литовскую печать латиницей был снят только в 1904 году.
Движение книгонош, в котором участвовали преимущественно крестьяне, явилось важным элементом борьбы за сохранение национальной самобытности и составной частью литовского национально-освободительного движения второй половины XIX — начала XX века.
Скульптор Юозас Зикарас создал известную скульптуру «Книгоноша» (бронза, 1928—1939).

## Книгоноши в культуре
- В Каунасе скульптор Юозас Зикарас создал известную скульптуру «Книгоноша» из бронзы—памятник неизвестному распространителю книг. Это одно из наиболее широко известных в Литве скульптурных произведений 1930-х годов[11].
- Литовская писательница Даля Гинювене (лит. Dalia Giniuvienė) по случаю 100-летия литовского книгопечатания латинским шрифтом написала книгу о книгоноше «Pašešupio knygnešiai» («Пашешупские книгоноши»). Иллюстрации для нее создала художница Йолита Бичкене (лит. Jolita Bičkienė)[12].
- В 2011 году в Литве вышел художественный фильм «Книгоноша» (лит. Knygnešystė)[13]. Молодые создатели фильма выразили поддержку идеям свободного распространения информации собственным примером — фильм был не только показан в кинотеатрах, но и выложен в открытый доступ[14].

### Комментарии
1. ↑  Амнистирован 14 мая 1896 года по случаю провозглашения манифеста о коронации Николая II.